# Desmoncus costaricensis
Desmoncus costaricensis là loài thực vật có hoa thuộc họ Arecaceae. Loài này được (Kuntze) Burret mô tả khoa học đầu tiên năm 1934.